# Synagoge (Přerov)

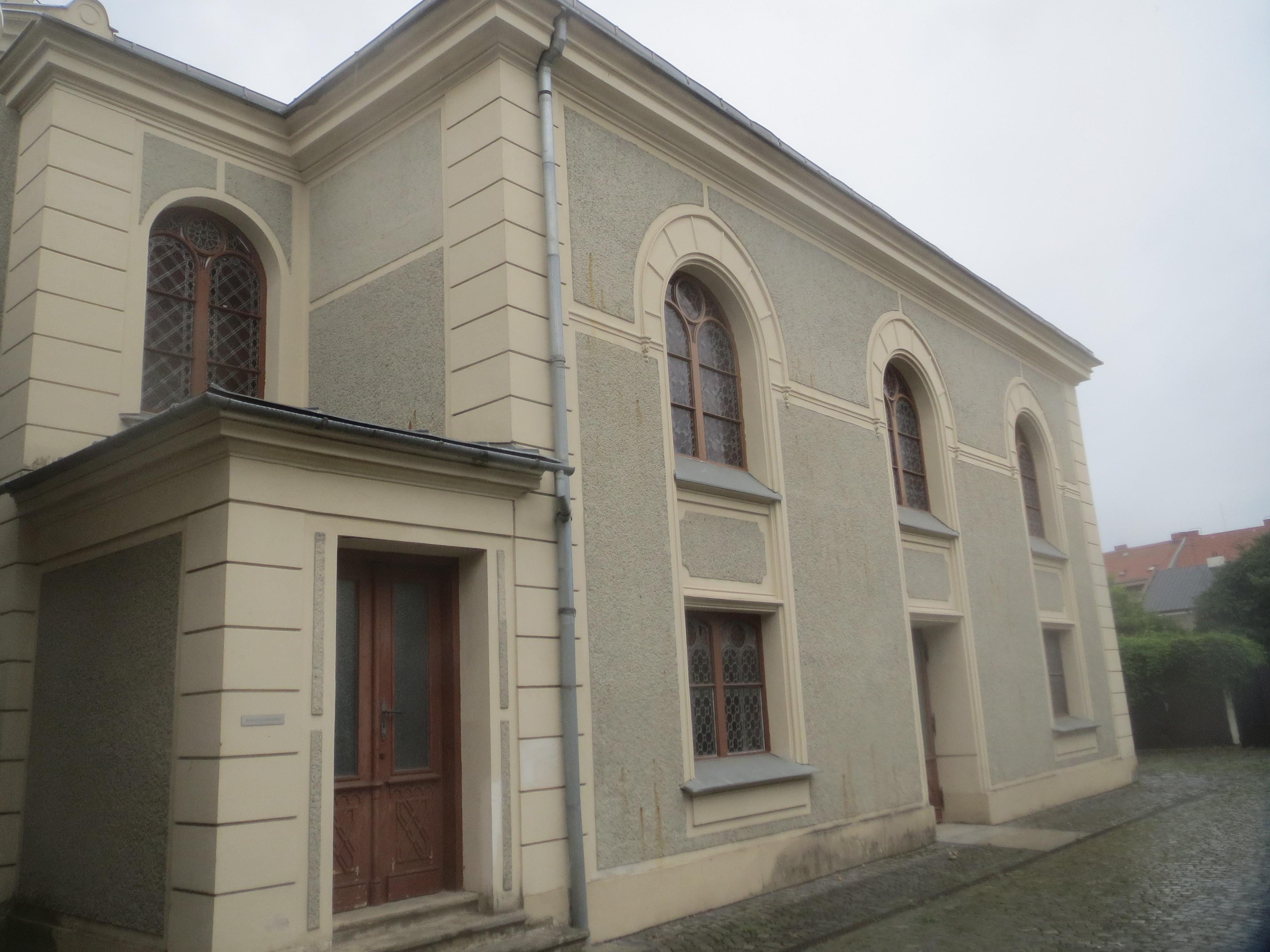
Die ehemalige Synagoge (2023)

Das Gebäude der Synagoge in Přerov, einer Stadt in der Olmützer Region in Tschechien, wurde im 19. Jahrhundert errichtet. Der Sakralbau ist heute eine Kirche der orthodoxen Gemeinde „Kyrill und Method“.

## Geschichte
Es ist bekannt, dass Juden bereits seit dem 15. Jahrhundert in Přerov lebten. Eine Betstube gab es bereits im 16. Jahrhundert, diese wurde um 1830 durch einen Brand zerstört. Um 1860 wurde eine Synagoge erbaut, diese wurde aber ebenfalls bereits acht Jahre später durch einen Brand teilweise zerstört. Das Gebäude wurde dann 1898 im Jugendstil durch den aus Přerov stammenden Architekten Jakob Gartner restauriert und besteht in dieser Form im Wesentlichen noch heute.
Das Gebäude überstand die deutsche Besatzung und die Ermordung der meisten Gemeindemitglieder im Holocaust als Lager nahezu unbeschädigt. Die wenigen überlebenden Juden waren nach dem Krieg nicht in der Lage, eine neue Gemeinde zu bilden. Das Gebäude wurde deshalb an die Orthodoxe Gemeinde in Přerov verkauft und 1953 geweiht.
In den 1990er Jahren wurde die Kirche unter Denkmalschutz gestellt und 2002 grundlegend renoviert.

## Architektur

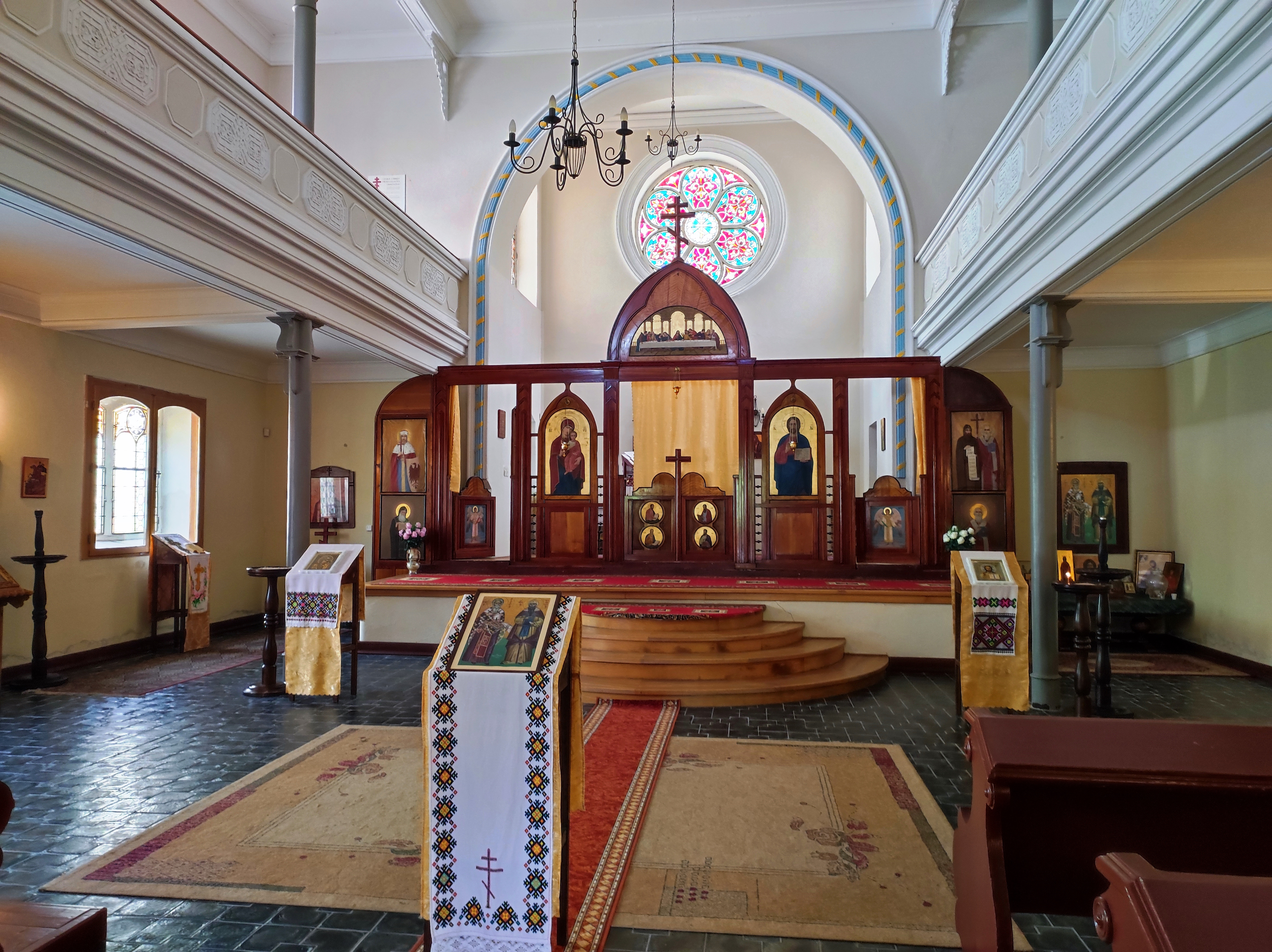
Innenansicht der Kirche

Bei den Umbauten zu einer Kirche wurden am Giebel die Gebotstafeln entfernt, ebenfalls innen Toraschrein und Bima. Wie auf Bildern zu sehen ist, ist die Frauenempore entlang drei Seiten erhalten. Sie wird von gusseisernen Pfeilern, die bis zur Decke reichen, gestützt.